# Алексеевка (Единецкий район)
Алексеевка (рум. Alexeevca) — село в Единецком районе Молдавии. Относится к сёлам, не образующим коммуну.

## География
Село Алексеевка расположено примерно в 8 км к югу от города Единец на высоте 187 метров над уровнем моря. Ближайшие населённые пункты — сёла Блештены и Забричаны.

## Население
По данным переписи населения 2004 года, в селе Алексеевка проживает 731 человек (330 мужчин, 401 женщина).
Этнический состав села:
| Национальность | Число жителей | Процентный состав |
| -------------- | ------------- | ----------------- |
| украинцы       | 452           | 61.83             |
| молдаване      | 236           | 32.28             |
| русские        | 31            | 4.24              |
| гагаузы        | 7             | 0.96              |
| прочие         | 5             | 0.68              |
| Всего          | 731           | 100%              |